# Droga międzynarodowa M07 (Ukraina)
Droga międzynarodowa M07 (ukr. Автошлях M07) – droga na Ukrainie znaczenia międzynarodowego, w ciągu trasy europejskiej E373. Umożliwia dojazd z Kijowa do granicy Polski w Dorohusku. Jest drogą jednojezdniową. Dawniej była oznakowana jako A255. Powszechnie znana jako Warszawka (ukr. Варшавка).

## Ważniejsze miejscowości leżące na trasie M07
- Kijów (M01, M02, M03, M04, M05, M06)
- Korosteń
- Sarny (M21)
- Kowel (M19)